# Cyrtodactylus mimikanus
Cyrtodactylus mimikanus este o specie de șopârle din genul Cyrtodactylus, familia Gekkonidae, ordinul Squamata, descrisă de Boulenger 1914. Conform Catalogue of Life specia Cyrtodactylus mimikanus nu are subspecii cunoscute.

## Galerie

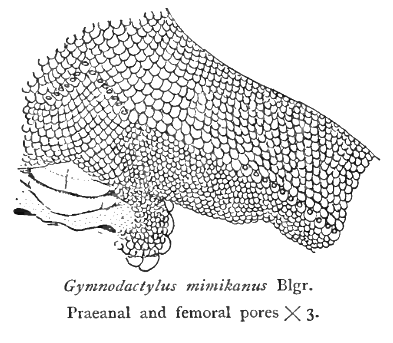